# Gravitationsfeld
In der klassischen Mechanik ist das Gravitationsfeld (auch Schwerkraftfeld) das Kraftfeld, das durch die Gravitation von Massen hervorgerufen wird. Die Feldstärke des Gravitationsfeldes gibt für jeden Ort den durch Gravitation verursachten Teil der Fallbeschleunigung {\displaystyle {\vec {g}}} an. Sie kann mithilfe des Newtonschen Gravitationsgesetzes aus der räumlichen Verteilung der Massen berechnet werden.
In rotierenden Bezugssystemen, wie dem mit der Erde verbundenen, wird das Gravitationsfeld (Schwerkraftfeld) unterschieden vom Schwerefeld, in dem zusätzlich auch die Zentrifugalbeschleunigung berücksichtigt wird.
Die Einsteinschen Feldgleichungen der Allgemeinen Relativitätstheorie beschreiben die Gravitation nicht mehr als Kraftfeld, sondern als Krümmung der Raumzeit. 
Zur Veranschaulichung der Wirkung eines Gravitationsfeldes kann der Potentialtrichter dienen, in dem Kugeln oder Münzen auf einer dreidimensionalen Trichterfläche rollen und dabei eine Umlaufbahn um die Trichterachse simulieren. Die Gravitationskraft wirkt im Potentialtrichter auch indirekt: Die zur Mitte abfallende Trichterwandung teilt sie in eine horizontale und vertikale Komponente und lässt die Kugeln zum Mittelpunkt des Trichters hin rollen, wenn die geschwindigkeitsabhängige Zentrifugalkraft nicht mehr ausreicht, die Kugeln auf der äußeren Bahn zu halten.

## Potential und Feld

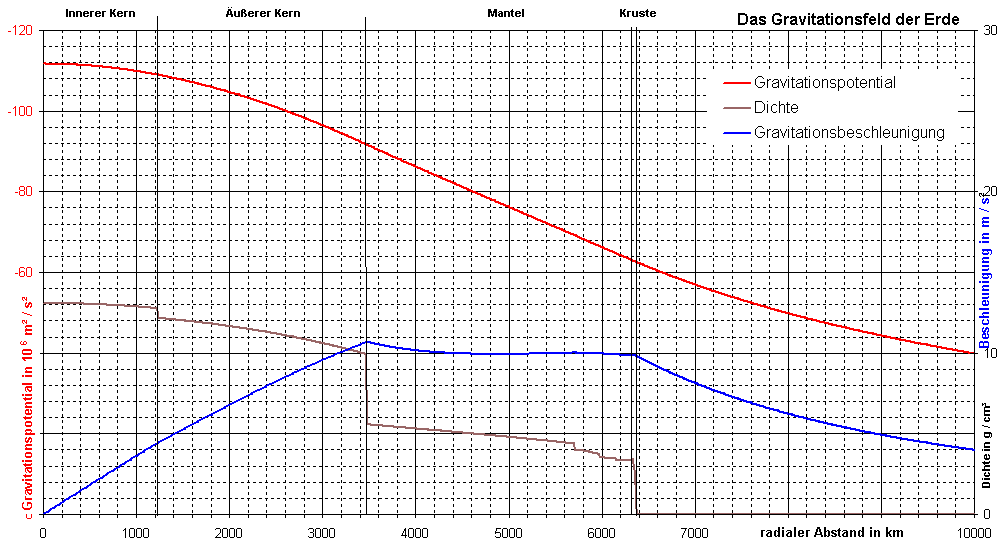
Gravitationspotential (rote Kurve) und -beschleunigung (blau) gegen den Abstand vom Erdmittelpunkt. Abweichend vom Schwerepotential wird das Gravitationspotential üblicherweise im Unendlichen auf null gesetzt.

Das zum Gravitationsfeld gehörende Potential heißt Gravitationspotential. Sein Wert {\displaystyle \Phi ({\vec {r}})} am Ort {\displaystyle {\vec {r}}} lässt sich bei bekannter Massendichte {\displaystyle \rho ({\vec {r}})} durch Lösen der Poisson-Gleichung bestimmen
{\displaystyle \Delta \Phi ({\vec {r}})=4\pi G\rho ({\vec {r}})},
wobei {\displaystyle G} die Gravitationskonstante und {\displaystyle \Delta } der Laplace-Operator ist. So beträgt das Potential um einen näherungsweise punktförmigen oder radialsymmetrischen Körper der Masse {\displaystyle M} beispielsweise
{\displaystyle \Phi (r)=-{\frac {GM}{r}}\ ({}+\Phi _{\infty })}.
Hierbei ist {\displaystyle \Phi _{\infty }} das Potential im Unendlichen. Es ist eine frei wählbare Integrationskonstante und wird üblicherweise willkürlich auf Null gesetzt.
Multipliziert man das Potential mit der Masse eines Körpers {\displaystyle m}, so erhält man seine potentielle Energie
{\displaystyle V({\vec {r}})=m\,\Phi ({\vec {r}})}.
Das Gravitationsfeld {\displaystyle {\vec {g}}} lässt sich als Gradientenfeld des Gravitationspotentials {\displaystyle \Phi } schreiben:
{\displaystyle {\vec {g}}({\vec {r}})=-\nabla \Phi ({\vec {r}})}.
Die vom Feld erzeugte Kraft {\displaystyle {\vec {F}}_{\mathrm {G} }} auf einen Körper der Masse {\displaystyle m} ist dann
{\displaystyle {\vec {F}}_{\mathrm {G} }({\vec {r}})=m\,{\vec {g}}({\vec {r}})}.

## Feldstärke
Die Gravitationsfeldstärke gibt direkt die Gravitationsbeschleunigung {\displaystyle {\vec {g}}} an und wird oft auch mit diesem Wort bezeichnet. Sie ist unabhängig von der Probemasse (also der Masse des betrachteten Körpers, der sich im Gravitationsfeld befindet). Wirken keine weiteren Kräfte, so ist {\displaystyle {\vec {g}}} die exakte Beschleunigung einer Probemasse im Feld.
Eine Punktmasse {\displaystyle M} verursacht das Potential
{\displaystyle \Phi ({\vec {r}})=-{\frac {GM}{r}}}
und daher das dazugehörige radialsymmetrische Feld mit der Feldstärke
{\displaystyle {\vec {g}}({\vec {r}})=-{\frac {GM}{r^{2}}}{\hat {e}}_{r}}
Formal ähnelt diese Gleichung derjenigen für die elektrischen Feldstärke in der Umgebung einer Punktladung. In beiden Gleichungen nimmt der Betrag der Feldstärke quadratisch mit dem Abstand ab. Das Minus drückt aus, dass Gravitationskräfte stets anziehend sind, während elektrostatische Kräfte zwischen gleichnamigen Ladungen abstoßend sind, weshalb das Minus in jener Gleichung fehlt.
Diese Formel gilt auch für kugelsymmetrische Körper, wenn der Abstand {\displaystyle r} vom Mittelpunkt größer ist als sein Radius. Sie gilt näherungsweise für jeden beliebig geformten Körper, wenn {\displaystyle r} um Größenordnungen größer als seine Ausdehnung ist. Befindet sich eine Probemasse {\displaystyle m} in diesem Gravitationsfeld, so ergibt sich
{\displaystyle F_{\mathrm {G} }=m\,g(r)=m{\frac {GM}{r^{2}}}}.
Dies entspricht dem Newtonschen Gravitationsgesetz, das den Betrag der wirkenden anziehenden Kraft zwischen den Massenschwerpunkten von {\displaystyle M} und {\displaystyle m} angibt, die sich im Abstand {\displaystyle r} befinden.
Da jede beliebig ausgedehnte Masse in (annähernd) punktförmige Teilmassen zerlegt werden kann, lässt sich jedes Gravitationsfeld auch als Summe über viele Punktmassen darstellen:
{\displaystyle {\vec {g}}({\vec {r}})=-G\sum _{i}{m_{i}}{\frac {{\vec {r}}-{\vec {r}}_{i}}{|{\vec {r}}-{\vec {r}}_{i}|^{3}}}}
wobei {\displaystyle {\vec {r}}_{i}} die Orte der Punktmassen {\displaystyle m_{i}} sind. Für kontinuierliche Masseverteilungen gilt:
{\displaystyle {\vec {g}}({\vec {r}})=-G\int \rho ({\vec {r}}'){\frac {{\vec {r}}-{\vec {r}}'}{|{\vec {r}}-{\vec {r}}'|^{3}}}\,\mathrm {d} ^{3}{\vec {r}}'}
wobei {\displaystyle \rho ({\vec {r}})} die Massendichteverteilung ist.

## Gravitative Bindungsenergie
Um einen durch Gravitation zusammengehaltenen Körper (z. B. die Erde) in seine Bestandteile zu zerlegen und diese trotz der Gravitationskraft zwischen ihnen unendlich weit voneinander zu entfernen, ist eine bestimmte Energiemenge nötig. Umgekehrt wird die gleiche Energiemenge freigesetzt, wenn sich diese Bestandteile (beispielsweise beim Kollaps einer Gaswolke) zu einem kompakteren Himmelskörper, etwa einem Stern oder einem Planeten zusammenfügen.